# Юрма (гора)
Юрма́— гора одноименного горного хребта на севере национального парка «Таганай» на территории Кусинского района Челябинской области, считается северной оконечностью Южного Урала, севернее неё расположены горы Среднего Урала. В 8 км к западу от Юрмы находится деревня Александровка, в 20 км к востоку — город Карабаш.

## География
Юрма сложена кристаллическими горными породами. Верхняя часть горы — обширное плато, поросшее мелким густым ельником. У подножия растёт берёзовый лес, перемежаемый обширными открытыми полянами. Геолог И. В. Мушкетов так описал трудности работы в районе Юрмы: «По юго-западному гранитному склону Юрмы мы опустились в лесистую и болотистую долину, отделяющую Юрму от Таганая. Трудно представить себе ту глушь, какая встретила нас в этом месте. Едва проходимые леса, бездонные болота с грудами осыпей из остроугольных валунов и с целыми кострами валежника, часто совершенно истлевшего и носящего свежие следы медведя, топи, обманчиво прикрытые мохом, — вот всё, что находит наблюдатель в этой пустыне».

## Топонимика
Название Юрма в переводе с башкирского, возможно, означает Запретная гора (баш. мә — не, йөр/йөрө — ходить, то есть — «не ходи»). Гора труднодоступна и в прошлом считалась запретной. В башкирском и татарском языках действительно есть и глагол с основой йөр-/йөрө- — «ходить» и -мә- — суффикс отрицания, который употребляется в глагольных формах. Поэтому толкование «Не ходи!» не лишено оснований. Также есть мнение, что источником названия Юрма явилось диалектное значение йүрмә — дремучий лес, зафиксированное в миасском говоре башкирского языка, что тоже не лишено смысла. Как и то, что топоним Юрма — память о башкирском и мадьярском племени Юрматы или Юрми (баш. Йүрми).